# وارن آستین
وارن آستین (به انگلیسی: Warren Austin) سناتور سابق عضو حزب جمهوری‌خواه ایالات متحده آمریکا بود. وی در سال ۱۹۳۱ تا ۱۹۴۶ میلادی سناتور ایالت ورمانت در سنای ایالات متحده آمریکا بود.